# Gmina Przemków
Die Gmina Przemków Ausspracheⓘ ist eine Stadt- und Landgemeinde im Powiat Polkowicki der Woiwodschaft Niederschlesien in Polen. Ihr Verwaltungssitz ist die Stadt Przemków (deutsch Primkenau) mit etwa 6100 Einwohnern.

## Geographie

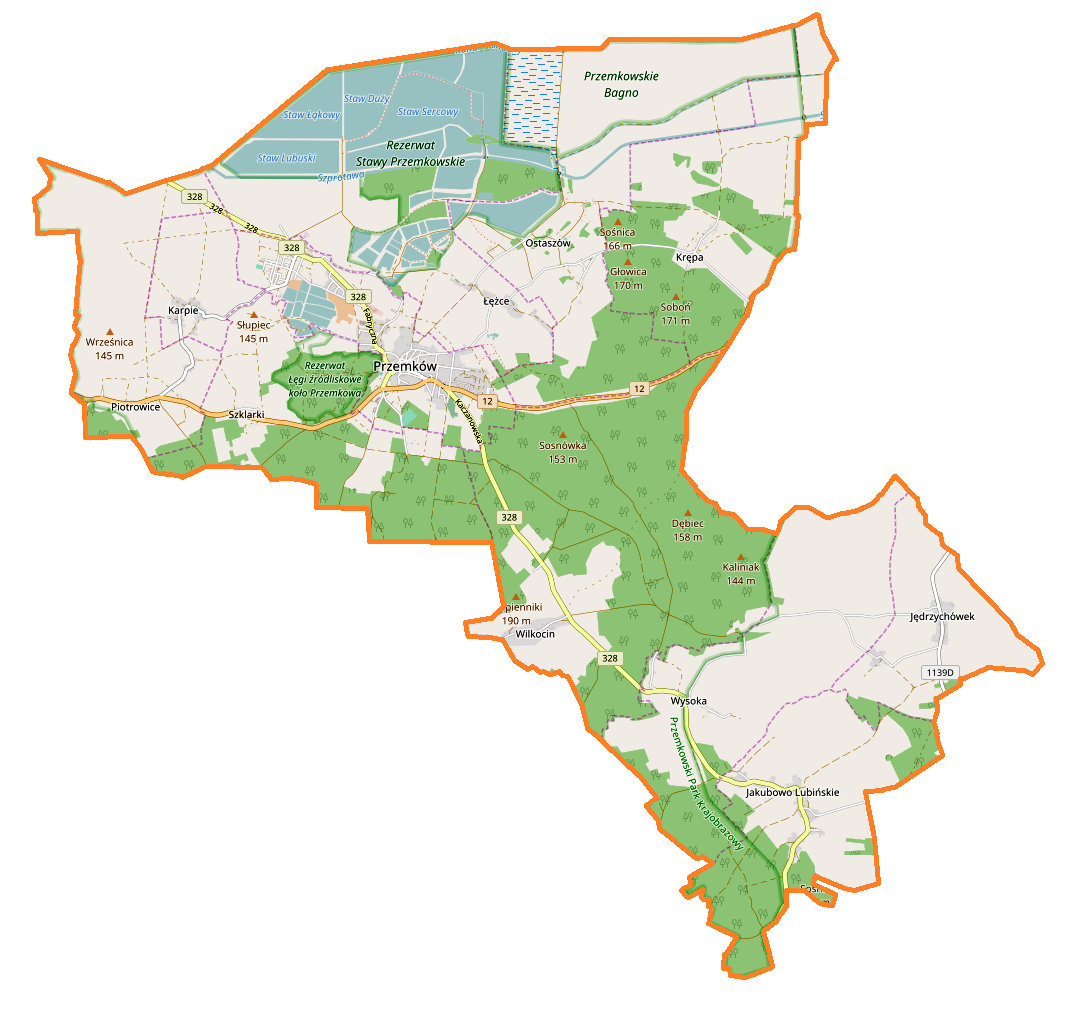
Karte der Gemeinde

Die Gemeinde liegt im Norden der Woiwodschaft Niederschlesien und grenzt im Nordwesten an die Woiwodschaft Lebus. Nachbargemeinden sind dort Szprotawa und Niegosławice, in Niederschlesien Gaworzyce im Norden, Radwanice im Osten, Chocianów im Süden und Gromadka im Südwesten. Die Kreisstadt Polkowice (Polkwitz) liegt 12 Kilometer östlich, Głogów (Glogau) 25 Kilometer nordöstlich und Breslau 80 Kilometer südöstlich.
Wichtigstes Fließgewässer ist die Szprotawa (Sprotte). Sie wird im Norden der Gemeinde zu 30 Teichen aufgestaut. Diese machen acht Prozent des Gemeindegebiets aus und sind als Vogelschutzgebiet Stawy Przemkowskie (übersetzt Primkenauer Teiche) geschützt. Ein weiterer Teil des Gebiets gehört zum Landschaftspark Przemkowski Park Krajobrazowy. Das Gebiet steigt im Südwesten bis zu einer Höhe von 190 m n.p.m. an. Im Sprottebruch wurden zwischen 1934 und 1939 durch den Reichsarbeitsdienst (RAD) neue Dörfer angelegt, auf dem Gemeindegebiet Hierlshagen (Ostaszów).

## Gliederung
Zur Stadt- und Landgemeinde Przemków gehören die Stadt selbst und zehn Dörfer mit Schulzenämtern:
- Jakubowo Lubińskie (Jakobsdorf)
- Jędrzychówek (Klein Heinzendorf)
- Karpie (Karpfreiss)
- Krępa (Krampf)
- Łężce (Langen)
- Ostaszów (Hierlshagen, 1936 nach dem Führer des Reichsarbeitsdienstes Konstantin Hierl benannt)
- Piotrowice (Petersdorf)
- Szklarki (Klein Gläsersdorf)
- Wilkocin (Wolfersdorf)
- Wysoka (Weißig)

## Sehenswürdigkeiten und Baudenkmale
Das historische Zentrum der Stadt steht mit der Arbeitersiedlung an der ehemaligen Eisengießerei als Ensemble unter Denkmalschutz. In der Stadt und den Dörfern der Gemeinde gibt es daneben eine Reihe denkmalgeschützter Einzeldenkmale. In das nationale Denkmalregister der Woiwodschaft sind eingetragen:
Baudenkmale in Przemków
- Pfarrkirche, 15.–19. Jahrhundert[5]
- Kapelle, erbaut im 18. Jahrhundert[6]
- Pfarrhaus, erbaut 1680 und 1804 (ul. Ratuszowa Nr. 6)[7]
- Vormals evangelische Kirche, jetzt orthodox, erbaut im 18. und 19. Jahrhundert[8]
  - Pfarrhaus, erbaut im 18. und 19. Jahrhundert
- Ehemaliger Friedhof, Ende des 18. Jahrhunderts (ul. Strzelecka)[9]
- Park, 19. Jahrhundert[10]
- Bahnhof Przemków-Miasto, erbaut 1910–1915[11]
- Bahnhof Przemków-Odlewnia, erbaut Ende des 19. Jahrhunderts[12]
- Ehemalige evangelische Schule, erbaut 1747 und 1821 (pl. Kościelny)[13]
- 26 Wohnhäuser als Einzeldenkmale

Baudenkmale in der Landgemeinde
- Park in Jakubowo Lubińskie, Ende des 19. Jahrhunderts[14]
- Kirche St. Martin in Wysoka, erbaut im 17. Jahrhundert[15]

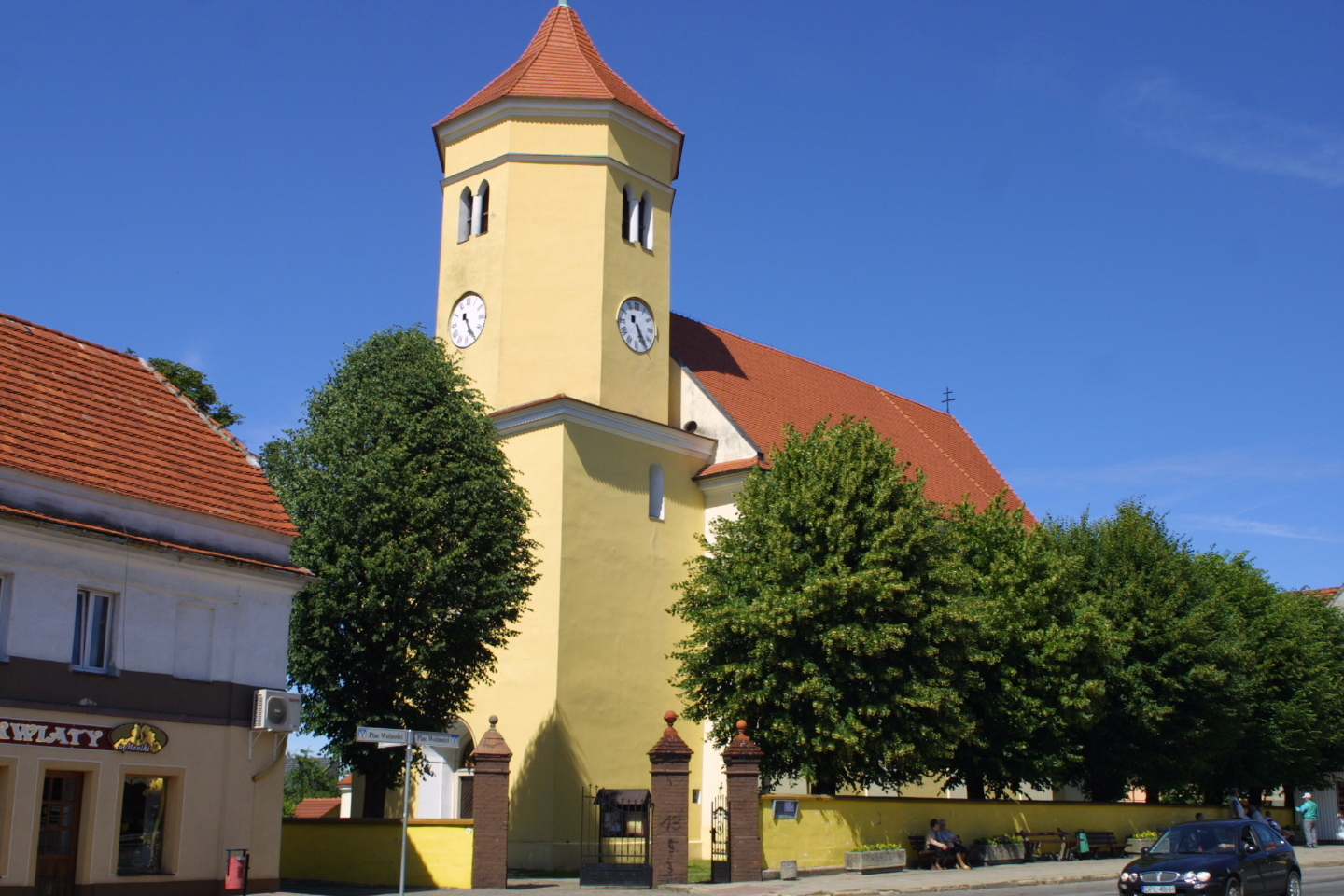
Pfarrkirche in Przemków
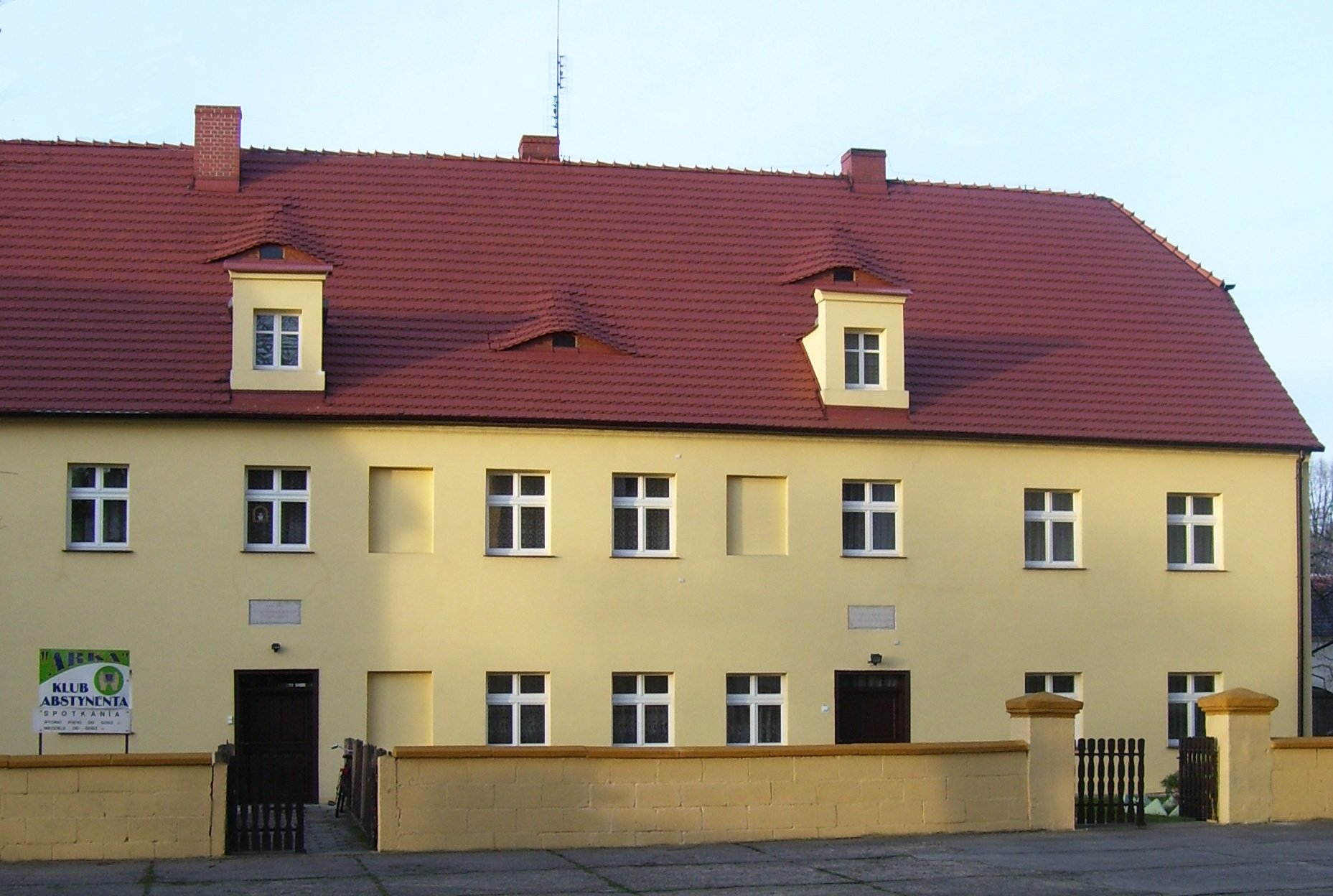
Pfarrhaus in Przemków
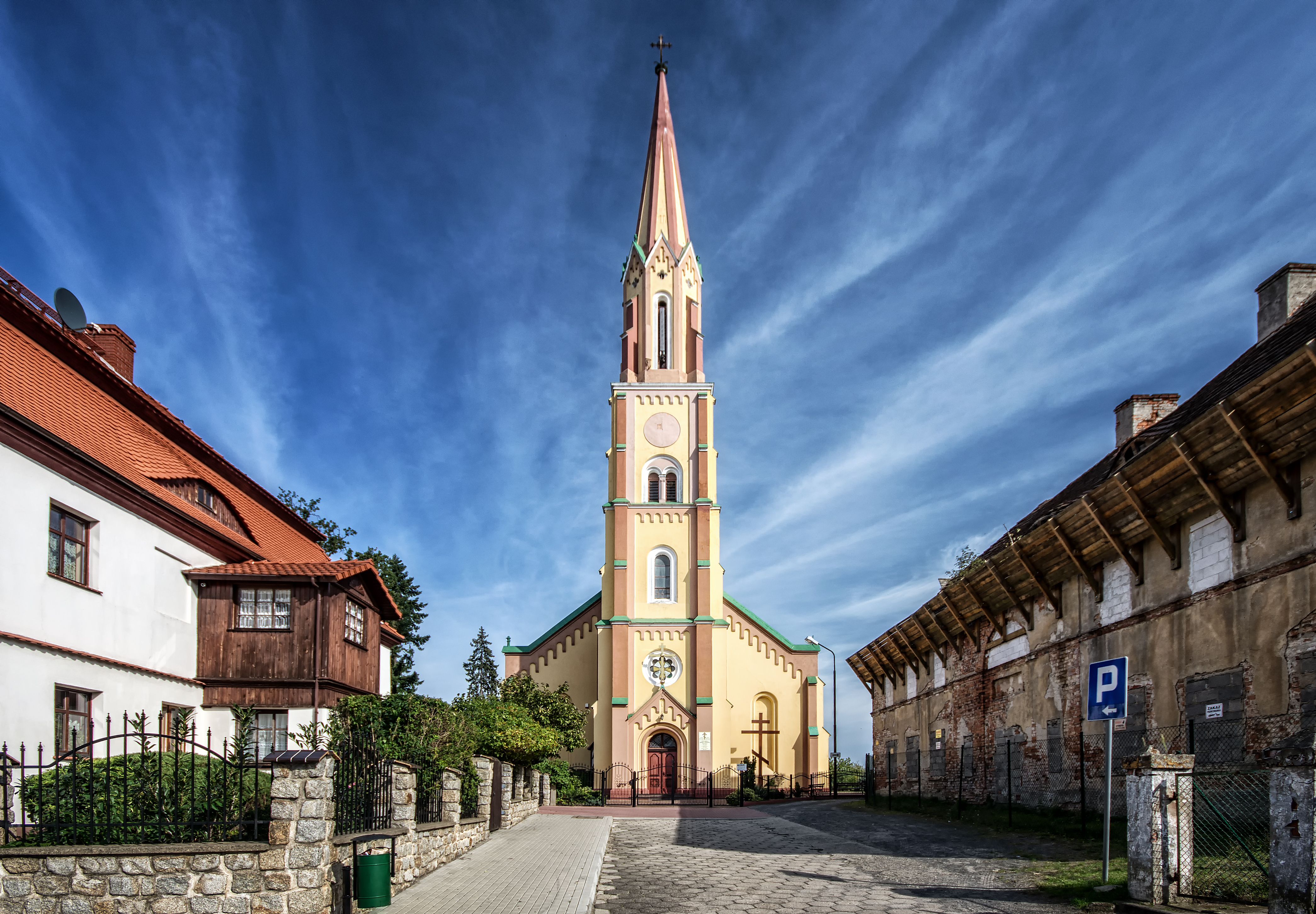
Evangelische/orthodoxe Kirche
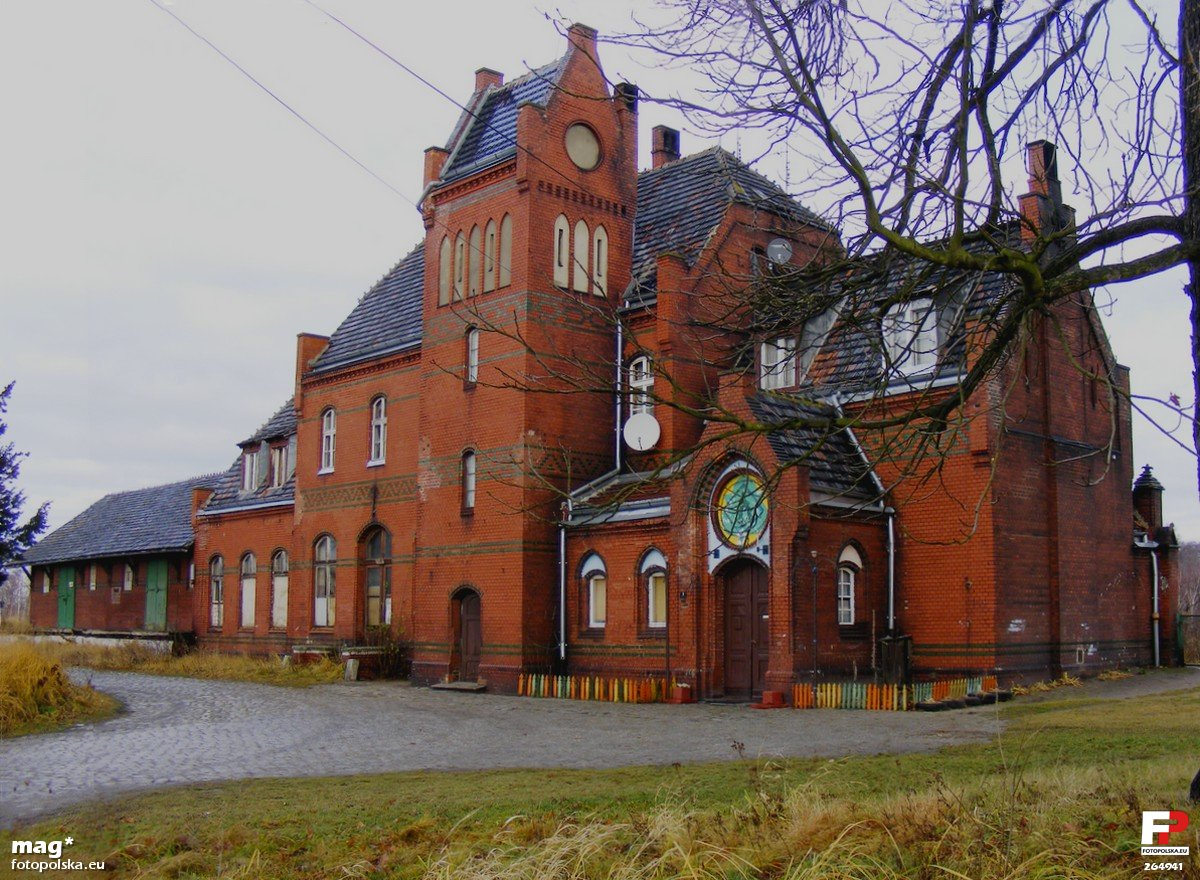
Bahnhof Przemków-Odlewnia
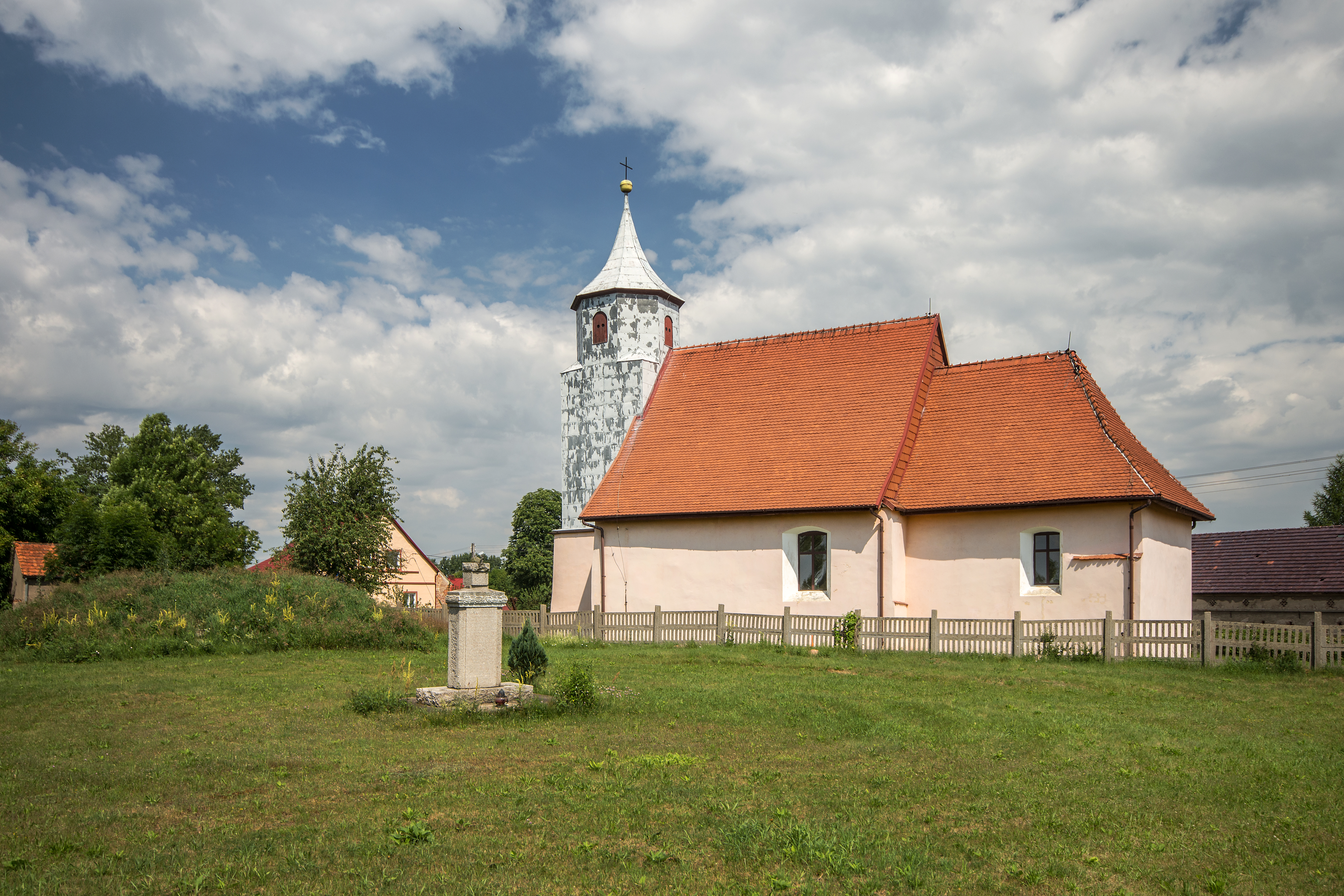
St. Martin in Wysoka

## Verkehr
Die Landesstraße DK12 durchzieht das Gemeindegebiet von West nach Ost, sie führt von Żary (Sorau) nach Leszno (Lissa) bzw. von der deutschen zur ukrainischen Grenze. Die im Hauptort kreuzende Woiwodschaftsstraße DW328 führt von Nowe Miasteczko (Neustädtl) über Chojnów (Haynau) nach Marciszów (Merzdorf im Riesengebirge). – Bahnanschluss besteht nicht mehr, das Bahnhofsgebäude von Przemków Odlewnia (Primkenau-Dorotheehütte) steht unter Denkmalschutz.
Der nächste internationale Flughafen Breslau ist etwa 80 Kilometer entfernt.

## Persönlichkeiten
- Friedrich Ernst Constantin von Arnold (1740–1798), Landrat und Gutsbesitzer